# AGIL Volley 2020-2021
Questa voce raccoglie le informazioni riguardanti l'AGIL Volley nelle competizioni ufficiali della stagione 2020-2021.

## Stagione
Nella stagione 2020-21 l'AGIL Volley assume la denominazione sponsorizzata di Igor Gorgonzola Novara.
Raggiunge le semifinali nella Supercoppa italiana, venendo eliminata dalla UYBA.
Partecipa per la decima volta alla Serie A1; chiude la regular season di campionato al secondo posto in classifica, qualificandosi per i play-off scudetto, sconfitta in finale dall'Imoco.
Grazie al secondo posto in classifica al termine del girone di andata della regular season di campionato, l'AGIL si qualifica per la Coppa Italia, arrivando in finale e sconfitta dall'Imoco.
Partecipa inoltre alla Champions League: superata la fase a gironi con il primo posto in classifica nel proprio raggruppamento, viene eliminata dalla competizione dall'Imoco, a seguito della doppia sconfitta maturata nelle semifinali.

## Organigramma societario
Area direttiva
- Presidente: Giovanna Saporiti

Area tecnica
- Allenatore: Stefano Lavarini
- Allenatore in seconda: Davide Baraldi
- Assistente allenatore: Maurizio Mora
- Scout man: Mattia Gadda

Area sanitaria
- Medico: Stefania Bodini, Federico Giarda
- Fisioterapista: Alessio Botteghi
- Osteopata: Laura Nolli
- Preparatore atletico: Simone Mencaccini

## Rosa
| N° | Nome                 | Ruolo | Data di nascita   | Nazionalità sportiva |
| -- | -------------------- | ----- | ----------------- | -------------------- |
| 3  | Alessia Populini     | S     | 15 settembre 2000 | Italia               |
| 4  | Britt Herbots        | S     | 24 settembre 1999 | Belgio               |
| 5  | Francesca Napodano   | L     | 17 gennaio 1999   | Italia               |
| 6  | Elisa Zanette        | O     | 17 febbraio 1996  | Italia               |
| 7  | Ilaria Battistoni    | P     | 22 aprile 1996    | Italia               |
| 9  | Caterina Bosetti     | S     | 2 febbraio 1994   | Italia               |
| 10 | Cristina Chirichella | C     | 10 febbraio 1994  | Italia               |
| 11 | Stefania Sansonna    | L     | 1º novembre 1982  | Italia               |
| 12 | Micha Hancock        | P     | 10 novembre 1992  | Stati Uniti          |
| 13 | Sara Bonifacio       | C     | 3 luglio 1996     | Italia               |
| 14 | Sara Tajè            | C     | 3 dicembre 1998   | Italia               |
| 15 | Haleigh Washington   | C     | 22 settembre 1995 | Stati Uniti          |
| 17 | Malwina Smarzek      | O     | 3 giugno 1996     | Polonia              |
| 19 | Nika Daalderop       | S     | 29 novembre 1998  | Paesi Bassi          |

## Mercato
| Acquisti | Acquisti           | Acquisti         | Acquisti   |
| R.       | Nome               | da               | Modalità   |
| -------- | ------------------ | ---------------- | ---------- |
| P        | Ilaria Battistoni  | Adolfo Consolini | definitivo |
| C        | Sara Bonifacio     | UYBA             | definitivo |
| S        | Caterina Bosetti   | Casalmaggiore    | definitivo |
| S        | Nika Daalderop     | San Casciano     | definitivo |
| S        | Britt Herbots      | UYBA             | definitivo |
| S        | Alessia Populini   | Club Italia      | definitivo |
| O        | Malwina Smarzek    | Bergamo          | definitivo |
| C        | Sara Tajè          | Academy Sassuolo | definitivo |
| C        | Haleigh Washington | UYBA             | definitivo |
| O        | Elisa Zanette      | Mondovì          | definitivo |

| Cessioni | Cessioni             | Cessioni        | Cessioni   |
| R.       | Nome                 | a               | Modalità   |
| -------- | -------------------- | --------------- | ---------- |
| C        | Valentina Arrighetti | Olympia Voltri  | definitivo |
| O        | Jovana Brakočević    | Chemik Police   | definitivo |
| S        | Megan Courtney       | Savino Del Bene | definitivo |
| S        | Chiara Di Iulio      | -               | ritirata   |
| S        | Zuzanna Górecka      | Budowlani Łódź  | definitivo |
| O        | Iza Mlakar           | -               | ritirata   |
| P        | Rachele Morello      | Olimpia Teodora | definitivo |
| C        | Federica Piacentini  | Soverato        | definitivo |
| S        | Elica Vasileva       | Casalmaggiore   | definitivo |
| C        | Stefana Veljković    | -               | ritirata   |

## Risultati

### Serie A1

#### Girone di andata
| 2ª giornata - 27 settembre 2020 PalaTerdoppio, Novara           | AGIL                  | 3 - 0 | Bergamo           | 27-25, 25-20, 25-15               |
| 3ª giornata - 4 ottobre 2020 PalaMaddalene, Chieri              | Chieri '76            | 0 - 3 | AGIL              | 20-25, 20-25, 16-25               |
| 4ª giornata - 10 ottobre 2020 Palazzetto dello Sport, Monza     | Pro Victoria          | 3 - 1 | AGIL              | 26-24, 25-21, 22-25, 25-20        |
| 5ª giornata - 11 novembre 2020 PalaTerdoppio, Novara            | AGIL                  | 3 - 1 | Cuneo Granda      | 23-25, 25-14, 27-25, 25-13        |
| 6ª giornata - 17 ottobre 2020 PalaTerdoppio, Novara             | AGIL                  | 3 - 0 | Millenium Brescia | 25-18, 25-16, 25-16               |
| 7ª giornata - 24 ottobre 2020 Palazzetto dello Sport, Scandicci | Savino Del Bene       | 2 - 3 | AGIL              | 21-25, 17-25, 25-23, 25-23, 16-18 |
| 8ª giornata - 28 ottobre 2020 PalaTerdoppio, Novara             | AGIL                  | 3 - 0 | Casalmaggiore     | 25-17, 25-18, 25-18               |
| 9ª giornata - 18 novembre 2020 PalaSanbapolis, Trento           | Trentino Rosa         | 1 - 3 | AGIL              | 25-23, 14-25, 17-25, 22-25        |
| 10ª giornata - 5 dicembre 2020 PalaEvangelisti, Perugia         | Wealth Planet Perugia | 0 - 3 | AGIL              | 18-25, 21-25, 12-25               |
| 11ª giornata - 8 novembre 2020 PalaTerdoppio, Novara            | AGIL                  | 3 - 2 | San Casciano      | 24-26, 25-20, 25-14, 22-25, 15-13 |
| 12ª giornata - 14 novembre 2020 PalaTerdoppio, Novara           | AGIL                  | 0 - 3 | Imoco             | 18-25, 14-25, 16-25               |
| 13ª giornata - 21 novembre 2020 PalaPiantanida, Busto Arsizio   | UYBA                  | 0 - 3 | AGIL              | 27-29, 16-25, 15-25               |

#### Girone di ritorno
| 15ª giornata - 23 dicembre 2020 Palazzetto dello sport, Bergamo | Bergamo           | 0 - 3 | AGIL                  | 20-25, 18-25, 22-25        |
| 16ª giornata - 19 dicembre 2020 PalaTerdoppio, Novara           | AGIL              | 3 - 0 | Chieri '76            | 25-22, 26-24, 25-21        |
| 17ª giornata - 20 gennaio 2021 PalaTerdoppio, Novara            | AGIL              | 0 - 3 | Pro Victoria          | 23-25, 23-25, 22-25        |
| 18ª giornata - 10 gennaio 2021 PalaCastagnaretta, Cuneo         | Cuneo Granda      | 1 - 3 | AGIL                  | 25-23, 16-25, 28-30, 14-25 |
| 19ª giornata - 16 gennaio 2021 PalaGeorge, Montichiari          | Millenium Brescia | 0 - 3 | AGIL                  | 19-25, 19-25, 16-25        |
| 20ª giornata - 30 gennaio 2021 PalaTerdoppio, Novara            | AGIL              | 3 - 0 | Savino Del Bene       | 25-22, 25-23, 25-22        |
| 21ª giornata - 5 gennaio 2021 PalaRadi, Cremona                 | Casalmaggiore     | 1 - 3 | AGIL                  | 19-25, 12-25, 25-22, 25-27 |
| 22ª giornata - 10 febbraio 2021 PalaTerdoppio, Novara           | AGIL              | 3 - 0 | Trentino Rosa         | 25-15, 25-18, 25-14        |
| 23ª giornata - 14 febbraio 2021 PalaTerdoppio, Novara           | AGIL              | 3 - 0 | Wealth Planet Perugia | 25-19, 27-25, 25-22        |
| 24ª giornata - 29 dicembre 2020 Nelson Mandela Forum, Firenze   | San Casciano      | 0 - 3 | AGIL                  | 27-29, 18-25, 18-25        |
| 25ª giornata - 20 febbraio 2021 PalaVerde, Villorba             | Imoco             | 3 - 0 | AGIL                  | 25-19, 25-22, 25-18        |
| 26ª giornata - 28 febbraio 2021 PalaTerdoppio, Novara           | AGIL              | 1 - 3 | UYBA                  | 23-25, 22-25, 25-19, 17-25 |

#### Play-off scudetto
| Quarti di finale (gara 1) - 27 marzo 2021 PalaTerdoppio, Novara    | AGIL                  | 3 - 1 | Wealth Planet Perugia | 18-25, 25-22, 25-20, 25-17        |
| Quarti di finale (gara 2) - 31 marzo 2021 PalaEvangelisti, Perugia | Wealth Planet Perugia | 1 - 3 | AGIL                  | 22-25, 14-25, 25-20, 22-25        |
| Semifinali (gara 1) - 7 aprile 2021 PalaTerdoppio, Novara          | AGIL                  | 3 - 2 | Pro Victoria          | 25-21, 23-25, 25-17, 23-25, 15-10 |
| Semifinali (gara 2) - 10 aprile 2021 Palazzetto dello Sport, Monza | Pro Victoria          | 1 - 3 | AGIL                  | 25-21, 21-25, 19-25, 23-25        |
| Finale (gara 1) - 17 aprile 2021 PalaVerde, Villorba               | Imoco                 | 3 - 2 | AGIL                  | 23-25, 40-38, 26-24, 23-25, 15-9  |
| Finale (gara 2) - 20 aprile 2021 PalaTerdoppio, Novara             | AGIL                  | 1 - 3 | Imoco                 | 29-31, 26-24, 18-25, 22-25        |

### Coppa Italia
| Quarti di finale - 10 marzo 2021 PalaTerdoppio, Novara | AGIL  | 3 - 0 | San Casciano | 31-29, 25-16, 25-21        |
| Semifinali - 13 marzo 2021 RDS Stadium, Rimini         | AGIL  | 3 - 1 | Chieri '76   | 25-21, 25-20, 20-25, 26-24 |
| Finale - 14 marzo 2021 RDS Stadium, Rimini             | Imoco | 3 - 1 | AGIL         | 25-17, 25-23, 22-25, 25-18 |

### Supercoppa italiana
| Ottavi di finale - 29 agosto 2020 PalaTerdoppio, Novara           | AGIL | 3 - 1 | Wealth Planet Perugia | 25-19, 27-29, 25-16, 25-12        |
| Quarti di finale - 1º settembre 2020 PalaTerdoppio, Novara        | AGIL | 3 - 2 | San Casciano          | 23-25, 25-16, 20-25, 25-18, 15-12 |
| Semifinali - 6 settembre 2020 Palasport Città di Vicenza, Vicenza | UYBA | 3 - 1 | AGIL                  | 23-25, 25-18, 25-22, 25-22        |

### Champions League

#### Fase a gironi
| 1ª giornata - 24 novembre 2020 PalaTerdoppio, Novara | AGIL          | 3 - 0 | Dinamo-Ak Bars | 25-19, 25-22, 25-13              |
| 2ª giornata - 25 novembre 2020 PalaTerdoppio, Novara | Olomouc       | 0 - 3 | AGIL           | 17-25, 25-27, 20-25              |
| 3ª giornata - 26 novembre 2020 PalaTerdoppio, Novara | Chemik Police | 2 - 3 | AGIL           | 25-27, 22-25, 25-21, 25-21, 6-15 |
| 4ª giornata - 2 febbraio 2021 Hala Policach, Police  | AGIL          | 3 - 1 | Dinamo-Ak Bars | 30-28, 22-25, 25-22, 25-20       |
| 5ª giornata - 3 febbraio 2021 Hala Policach, Police  | Olomouc       | 1 - 3 | AGIL           | 15-25, 25-22, 8-25, 23-25        |
| 6ª giornata - 4 febbraio 2021 Hala Policach, Police  | Chemik Police | 1 - 3 | AGIL           | 19-25, 25-22, 18-25, 16-25       |

#### Fase a eliminazione diretta
| Quarti di finale (andata) - 23 febbraio 2021 Burhan Felek Spor Salonu, Istanbul | Fenerbahçe | 1 - 3 | AGIL       | 25-19, 12-25, 19-25, 25-27 |
| Quarti di finale (ritorno) - 3 marzo 2021 PalaTerdoppio, Novara                 | AGIL       | 3 - 1 | Fenerbahçe | 25-16, 25-18, 16-25, 25-11 |
| Semifinali (andata) - 17 marzo 2021 PalaTerdoppio, Novara                       | AGIL       | 0 - 3 | Imoco      | 21-25, 18-25, 17-25        |
| Semifinali (ritorno) - 23 marzo 2021 PalaVerde, Villorba                        | Imoco      | 3 - 0 | AGIL       | 25-15, 25-23, 25-20        |

## Statistiche

### Statistiche di squadra
| Competizione        | Punti | In casa | In casa | In casa | In trasferta | In trasferta | In trasferta | Totale | Totale | Totale |
| Competizione        | Punti | G       | V       | P       | G            | V            | P            | G      | V      | P      |
| ------------------- | ----- | ------- | ------- | ------- | ------------ | ------------ | ------------ | ------ | ------ | ------ |
| Serie A1            | 55    | 15      | 11      | 4       | 15           | 12           | 3            | 30     | 23     | 7      |
| Coppa Italia        | -     | 1       | 1       | 0       | -            | -            | -            | 3      | 2      | 1      |
| Supercoppa italiana | -     | 2       | 2       | 0       | -            | -            | -            | 3      | 2      | 1      |
| Champions League    | 17    | 2       | 1       | 1       | 2            | 1            | 1            | 10     | 9      | 1      |
| Totale              | -     | 20      | 15      | 5       | 17           | 13           | 4            | 46     | 36     | 10     |

G = partite giocate; V = partite vinte; P = partite perse

### Statistiche dei giocatori
| Giocatore      | Serie A1 | Serie A1 | Serie A1 | Serie A1 | Serie A1 | Coppa Italia | Coppa Italia | Coppa Italia | Coppa Italia | Coppa Italia | Supercoppa italiana | Supercoppa italiana | Supercoppa italiana | Supercoppa italiana | Supercoppa italiana | Champions League | Champions League | Champions League | Champions League | Champions League | Totale | Totale | Totale | Totale | Totale |
| Giocatore      | P        | PT       | AV       | MV       | BV       | P            | PT           | AV           | MV           | BV           | P                   | PT                  | AV                  | MV                  | BV                  | P                | PT               | AV               | MV               | BV               | P      | PT     | AV     | MV     | BV     |
| -------------- | -------- | -------- | -------- | -------- | -------- | ------------ | ------------ | ------------ | ------------ | ------------ | ------------------- | ------------------- | ------------------- | ------------------- | ------------------- | ---------------- | ---------------- | ---------------- | ---------------- | ---------------- | ------ | ------ | ------ | ------ | ------ |
| I. Battistoni  | 19       | 4        | 0        | 3        | 1        | 1            | 2            | 1            | 0            | 1            | 3                   | 0                   | 0                   | 0                   | 0                   | 6                | 5                | 1                | 1                | 3                | 29     | 11     | 2      | 4      | 5      |
| S. Bonifacio   | 26       | 159      | 103      | 52       | 4        | 1            | 2            | 2            | 0            | 0            | 3                   | 24                  | 14                  | 7                   | 3                   | 9                | 28               | 18               | 10               | 0                | 39     | 213    | 137    | 69     | 7      |
| C. Bosetti     | 30       | 388      | 320      | 44       | 24       | 3            | 44           | 35           | 4            | 5            | 3                   | 33                  | 28                  | 5                   | 0                   | 10               | 127              | 109              | 12               | 6                | 46     | 592    | 492    | 65     | 35     |
| C. Chirichella | 22       | 132      | 101      | 27       | 4        | 3            | 18           | 15           | 3            | 0            | 3                   | 2                   | 1                   | 1                   | 0                   | 9                | 65               | 42               | 9                | 4                | 37     | 217    | 159    | 40     | 8      |
| N. Daalderop   | 23       | 163      | 140      | 14       | 9        | 3            | 16           | 15           | 1            | 0            | 2                   | 21                  | 19                  | 2                   | 0                   | 10               | 58               | 49               | 8                | 1                | 38     | 258    | 223    | 25     | 10     |
| M. Hancock     | 29       | 134      | 57       | 19       | 58       | 3            | 17           | 4            | 1            | 12           | 3                   | 16                  | 6                   | 3                   | 7                   | 10               | 37               | 12               | 8                | 17               | 45     | 204    | 79     | 31     | 94     |
| B. Herbots     | 30       | 336      | 298      | 20       | 18       | 3            | 35           | 31           | 1            | 3            | 3                   | 44                  | 39                  | 0                   | 5                   | 10               | 107              | 91               | 2                | 14               | 46     | 522    | 459    | 23     | 40     |
| F. Napodano    | 11       | 0        | 0        | 0        | 0        | 0            | 0            | 0            | 0            | 0            | 2                   | 0                   | 0                   | 0                   | 0                   | 4                | 0                | 0                | 0                | 0                | 17     | 0      | 0      | 0      | 0      |
| A. Populini    | 23       | 8        | 3        | 0        | 5        | 1            | 0            | 0            | 0            | 0            | 1                   | 0                   | 0                   | 0                   | 0                   | 9                | 10               | 7                | 2                | 1                | 34     | 18     | 10     | 2      | 6      |
| S. Sansonna    | 24       | 0        | 0        | 0        | 0        | 3            | 0            | 0            | 0            | 0            | 3                   | 0                   | 0                   | 0                   | 0                   | 9                | 0                | 0                | 0                | 0                | 39     | 0      | 0      | 0      | 0      |
| M. Smarzek     | 30       | 358      | 296      | 48       | 14       | 3            | 35           | 29           | 6            | 0            | 2                   | 11                  | 11                  | 0                   | 0                   | 10               | 120              | 98               | 18               | 4                | 45     | 524    | 434    | 72     | 18     |
| S. Tajè        | 9        | 2        | 0        | 0        | 2        | 1            | 0            | 0            | 0            | 0            | -                   | -                   | -                   | -                   | -                   | 1                | 0                | 0                | 0                | 0                | 11     | 2      | 0      | 0      | 2      |
| H. Washington  | 20       | 187      | 135      | 44       | 8        | 3            | 26           | 21           | 3            | 2            | 3                   | 30                  | 21                  | 8                   | 1                   | 9                | 77               | 52               | 16               | 9                | 35     | 320    | 229    | 71     | 20     |
| E. Zanette     | 22       | 42       | 39       | 2        | 1        | 2            | 0            | 0            | 0            | 0            | 3                   | 41                  | 36                  | 4                   | 1                   | 8                | 22               | 19               | 1                | 2                | 35     | 105    | 94     | 7      | 4      |

P = presenze; PT = punti totali; AV = attacchi vincenti; MV = muri vincenti; BV = battute vincenti